# Tiggermunk
Tiggermunke er medlemmer af religiøse ordener, som har aflagt løfte om fattigdom og givet afkald på personlig ejendom. Tiggermunke findes i kristendommen, hinduismen og buddhismen.
De skulle forsørge sig ved eget arbejde og de troendes velgørenhed.
I kristendommen kendes fra middelalderen fire store tiggerordener:
- Franciskanere, de grå brødre.
- Dominikanere, de sorte brødre.
- Karmelitter, de hvide brødre. Deres kloster i Helsingør er den bedst bevarede klosterbygning i Norden.
- Augustinereremitter.

I løbet af et halvt århundrede vandt dominikanerne og franciskanerne udbredelse i hele kristenheden. Deres fortrin var, at de som tiggermunke ikke var bundet til et bestemt kloster, men vandrede omkring. Især fik de betydning for byernes religiøse liv. Omkring 1200 begyndte bybefolkningen, borgerne, at gøre sig gældende overfor adel og gejstlighed. En tiggerorden byggede sine klostre i byen, og det tidligere arbejde på klostergodset blev dermed afløst af åndeligt arbejde med prædikener og sjælesorg. Tiggermunkenes hovedformål var ikke egen, personlig frelse, men energisk virksomhed for andres frelse. Derfor gav paverne dem også det ene privilegium efter det andet. De fik ret til at læse messe og høre skrifte overalt, og det vakte forargelse i kleresiet, at mange hellere ville skrifte for en omvandrende tiggermunk end for stedets egen sognepræst. Middelalderens største lærde var tiggermunke, som dominikaneren Thomas Aquinas og franciskaneren Duns Scotus.
I slutningen af Valdemar Sejrs regeringstid kom dominikanerne og franciskanerne til Danmark, og omkring 1300 var der allerede 34 tiggermunkeklostre i de danske købstæder. Tiggermunkene behøvede jo kun et hus i byen, ikke et helt jordegods som de gamle ordener. Men det indbyrdes forhold mellem de grå og de sorte brødre var dårligt, ligesom der var mange sammenstød mellem tiggermunke og sognepræster.
Der var også dominikaner- og franciskanernonner; de sidste tilhørte Clarisserordenen, indstiftet af Frans af Assisis veninde Clara. Dertil havde man dominikanske og franciskanske tertiariere (af tertius ordo = tredje orden) om personer, som indenfor sit ægteskab og borgerlige virksomhed ville leve et fromt liv, uden at bryde op fra ægtefælle og børn eller sit hjem og erhverv. Ludvig den Hellige tilhørte disse tertiariere. Inspireret af tiggermunkene fik man en folkelig vækkelse i lægmandskredse.